# Европейска маслина
Европейските маслини (Olea europaea) са вид двусемеделни растения от семейство Маслинови (Oleaceae).
Те са малки вечнозолени дървета с височина, рядко надхвърляща 8 – 15 метра, разпространени в Средиземноморието и Ахагар. Отглеждат се като овощна техническа култура главно в естествения си ареал. Плодовете им, наричани маслини, се използват за храна и за производство на зехтин.